# Amblymora bivittata
Amblymora bivittata là một loài bọ cánh cứng trong họ Cerambycidae.